# Deferribacterales
Ordre
Synonymes
- Geovibriales Cavalier-Smith 2002

Les Deferribacterales sont un ordre de bacilles Gram négatifs de la classe des Deferribacteres. Son nom provient de Deferribacter qui est le genre type de cet ordre.

## Liste de familles
Selon la LPSN (27 avril 2025) cet ordre contient les familles suivantes :
- Deferribacteraceae Huber & Stetter 2002
- Deferrivibrionaceae Zavarzina et al. 2023
- Geovibrionaceae Spring et al. 2022

## Taxonomie
Le nom correct complet (avec auteur) de ce taxon est Deferribacterales Huber & Stetter 2002.
Le genre type de cet ordre est le genre Deferribacter Greene et al. 1997.

### Synonymie
Deferribacterales a pour synonyme hétérotypique :
- Geovibriales Cavalier-Smith 2002

### Étymologie
L'étymologie du nom de cet ordre est la suivante : N.L. masc. n. Deferribacter, genre type de l'ordre; L. fem. pl. n. suff. -ales, suffixe pour définir un ordre; N.L. fem. pl. n. Deferribacterales, l'ordre des Deferribacter.